# Usermode
Mit Usermodes bezeichnet man im Internet Relay Chat eine Reihe von Einstellungen, die ein User für sich bzw. seine aktuelle Verbindung zum IRC-Server festlegen kann. Bis auf wenige Ausnahmen sind Usermodes einfache Flags (Schalter), die einzelne Optionen ein- oder ausschalten.

## Gängige Usermodes
Im Gegensatz zu den Channelmodes gibt es nur wenige für alle IRC-Netze einheitliche Usermodes. Meistens werden die folgenden unterstützt:
| Usermode | Kurzbeschreibung | Bedeutung |
| -------- | ---------------- | --- |
| +i       | Invisible        | Man ist nur noch für User, mit denen man in mind. einem Channel ist, sichtbar. Andere können einen über Abfragen wie /who oder /names von außerhalb eines Channels nicht mehr sehen. |
| +s       | Server Notices   | Man erhält diverse Zusatzmeldungen, die den Status des IRC-Servers betreffen. |
| +w       | Wallops          | Man erhält sog. Wallop-Messages, die IRC-Operator zur offenen Kommunikation mittels /wallops verschicken können. |
| +o       | Operator         | Wird vom IRC-Server automatisch gesetzt, wenn sich der User als IRC-Op beim Server authentifiziert OPER-Command. Ohne weiteres, also bei normaler Authentifizierung, kann dieser Mode nicht selbst gesetzt werden. das Entfernen dieses Status hingegen kann als user mode ausgeführt werden (-o) |

Die Usermodes s und w werden jedoch auch in vielen Netzen schon nicht mehr unterstützt oder sind größtenteils wirkungslos. Abhängig von der eingesetzten Server-Software sind jedoch andere Modes verfügbar. Beispiele für nicht ursprüngliche, aber oft vorkommende Modes bzw. Bedeutungen:
| Usermode | Kurzbeschreibung | Bedeutung |
| -------- | ---------------- | --- |
| +r       | registered       | Kann nur durch IRC-Services gesetzt bzw. entfernt werden und kennzeichnet, dass der User für seinen Nickname identifiziert ist.                                   |
| +k       | Kill-Msgs        | Der User erhält Meldungen darüber, wenn andere User aus dem Netz entfernt oder verbannt wurden.                                                                   |
| +x       | Hostshading      | Die sonst frei einsehbare Angabe des Host bzw. der IP-Adresse wird zum Teil für andere unkenntlich gemacht, um vor direkten Attacken auf den Rechner zu schützen. |

Einige IRC-Server setzen automatisch bestimmte Usermodes beim Verbindungsaufbau. Viele User lassen automatisch von ihrem IRC-Client nach Verbindungsaufbau gewünschte Usermodes setzen bzw. entfernen.